# 樊晓晖
樊晓晖（1971年12月9日—），北京人，美籍华裔天文学家，亚利桑那大学教授。

## 生平
樊晓晖1971年出生于中国北京。1992年获得南京大学学士学位，1995年获得中国科学院北京天文台硕士学位，2000年获得普林斯顿大学博士学位。

## 奖项
- 2003年 美国天文学会牛顿·莱西·皮尔斯天文学奖
- 2008年 古根海姆奖学金 [3]
- 2003年 斯隆研究奖学金
- 2004年 大卫和露西尔Packard科学和工程学研究奖金